# InZoi
inZOI est un jeu vidéo de simulation de vie développé par inZOI Studio et distribué par Krafton. Il est sorti en accès anticipé le 28 mars 2025 sur Microsoft Windows. Le développeur dit vouloir sortir, à terme, le jeu sur PlayStation 5 et Xbox Series.

## Système de jeu
inZOI se déroule dans un monde ouvert, où les joueurs peuvent diriger leurs personnages à l'aide de la souris ou des touches du clavier. Les joueurs peuvent personnaliser leurs personnages et leurs maisons comme ils le souhaitent, ainsi que modifier les environnements. Le joueur incarne un stagiaire dans une entreprise, dont le travail consiste à gérer un quartier de personnes virtuelles nommées Zoi,.
Les joueurs peuvent partager leurs créations et en trouver de nouvelles via le canevas du jeu. inZOI est également conçu pour permettre la création facile de mods. Le jeu dispose d'un monde ouvert, ainsi que d'un mode où l'on peut contrôler un Zoi à la première personne. Le jeu propose des véhicules pilotables ainsi que des carrières « actives », où le joueur peut faire en sorte que le Zoi accomplisse certaines tâches. Il permet également d'utiliser l'IA générative pour créer des motifs dans le jeu. Il dispose d'un fabricant de meubles sur mesure. Il existe huit besoins que les joueurs doivent combler pour que leur Zoi soit épanoui.

## Développement et sortie
inZOI est développé par le studio de jeux vidéo coréen inZOI Studio à l'aide du moteur graphique Unreal Engine 5. Cela permet de restituer des environnements et des personnages très détaillés : Unreal Engine 5 offre au jeu des effets d'éclairage nuancés, des textures photoréalistes et des expressions faciales complexes.
Le développement d'inZoi a débuté au premier trimestre 2023. L'équipe de développement du jeu est composée de personnes ayant déjà travaillé sur des jeux de simulation de vie. Ces derniers ont intégré une intelligence artificielle avancée pour gérer le comportement des personnages et ainsi rendre leurs actions et interactions aussi réalistes que possible.
Une grande partie du temps de développement du jeu a été consacrée  à la création de la plateforme Canvas, un réseau social intégré directement dans le jeu permettant aux joueurs de partager et télécharger du contenu personnalisé. A terme, ce système doit permettre la construction d'une communauté active sur InZoi et promouvoir la créativité et la collaboration entre les joueurs.
Le 21 août 2024, afin de faire découvrir le jeu aux joueurs, Krafton a mis à disposition le créateur de personnages sur Steam. Près de 18 000 joueurs ont pu simultanément découvrir le logiciel.
InZoi est disponible en accès anticipé à partir du 28 mars 2025.